# Octobre 1887

## Événements
- La France crée l'Union indochinoise (Cochinchine, Annam, Tonkin, Cambodge et Laos en 1893) sous l’autorité d’un gouverneur général représentant la France (dont Lanessan, Paul Doumer, Albert Sarraut). Si la royauté est conservée dans les protectorats, elle est vidée de toute substance au profit des résidents. Les rois peu complaisants seront exilés.
- Paris dénonce le traité de commerce franco-italien, en conséquence du choix de l’Italie de se rapprocher de l’Allemagne.

- 1er octobre :
  - Le Balouchistan (nord-ouest du sous-continent indien) est érigé en territoire britannique et intégré à l’Empire des Indes.
  - Le président du Conseil italien Francesco Crispi rend visite à Bismarck dans sa propriété de Friedrichsruh.

- 7 octobre : scandale des décorations.

- 14 octobre : à la tête d’une coalition antiparlementaire de plus en plus virulente, le général Boulanger devient un danger pour les républicains du gouvernement. Il est mis aux arrêts de rigueur le 14 octobre.

- 18 octobre[1] : le Nigeria devient protectorat britannique sur l’initiative de George Goldie, fondateur de la Royal Niger Company, chargée depuis juillet 1886 de coloniser la région.

## Naissances
- 5 octobre : René Cassin, juriste français († 20 février 1976).
- 6 octobre : Le Corbusier (Charles-Edouard Jeanneret-Gris), architecte, peintre d'origine suisse († 27 août 1965).
- 8 octobre : Huntley Gordon, acteur canadien († 7 décembre 1956).
- 11 octobre : Pierre Jean Jouve, poète et romancier français († 1976).
- 12 octobre : Guilherme d'Oliveira Marques, peintre et sculpteur portugais († 15 mai 1960).
- 31 octobre :
  - Tchang Kaï-chek, personnalité politique chinoise († 5 avril 1975).
  - Hector Pellerin, chanteur québécois († 18 octobre 1953).

## Décès
- 12 octobre : William Annand, premier ministre de la Nouvelle-Écosse.